# Ekrem (Album)
Ekrem ist das fünfte Soloalbum des deutschen Rappers Eko Fresh. Es erschien am 2. September 2011 über die Labels 7 Days Music, Sony Music und German Dream.

## Produktion
Ein Großteil des Albums wurde von dem Musikproduzenten Prodycem produziert, der acht Beats beisteuerte, während Phat Crispy sechs Instrumentals produzierte. Weitere Produktionen stammen von Serious Sam, Kingsize und T.T.Thumb. Außerdem ist das Lied Jenseits von Eden eine Coverversion des gleichnamigen Songs von Nino de Angelo, der von Chris Evans-Ironside, Joachim Horn-Bernges und Kurt Gebegern geschrieben wurde.

## Covergestaltung
Das Albumcover ist in Schwarz-Weiß gehalten und zeigt Eko Fresh, der die Hände ineinander gefaltet hat und den Betrachter ansieht. Rechts oben befindet sich der weiße Schriftzug „Eko Fresh“ und rechts unten steht der Titel „Ekrem“ in Schwarz.

## Gastbeiträge
Auf acht bzw. neun Liedern des Albums befinden sich Gastbeiträge von insgesamt elf Künstlern. So ist auf Du wolltest mich verraten eine Strophe des Rappers Capkekz, mit dem Eko Fresh bereits zuvor mehrmals zusammenarbeitete, zu hören. Der Song Still Menace entstand in Zusammenarbeit mit dem Offenbacher Rapper Haftbefehl sowie dem US-amerikanischen Hip-Hopper MC Eiht. Volkspartei ist eine Kollaboration mit den Rappern Farid Bang, Summer Cem und Hakan Abi, während auf Unsere Kinder die Sängerin Julia Huber vertreten ist. Beim Track Jenseits von Eden wird Eko Fresh von dem Sänger Nino de Angelo unterstützt, und auf Deutschlands 1 (2012) hat der Rapper Separate einen Gastauftritt. Weiterhin treten die Sänger G-Style (Ich bleib mir treu) und Ado Kojo (Burak) in Erscheinung. Außerdem sind Toni der Assi und Amir auf dem Bonussong Weil wir’s einfach satt haben zu hören.

## Titelliste
| #  | Titel                        | Gastbeiträge                      | Produzent                                                      | Länge |
| -- | ---------------------------- | --------------------------------- | -------------------------------------------------------------- | ----- |
| 1  | Intro                        |                                   | Phat Crispy                                                    | 1:54  |
| 2  | Ekrem (wieder wie früher)    |                                   | Prodycem                                                       | 3:21  |
| 3  | Ich bin…                     |                                   | Phat Crispy                                                    | 3:48  |
| 4  | Hartz 5                      |                                   | Prodycem                                                       | 4:04  |
| 5  | Ekrem vs. Eko Fresh          |                                   | Prodycem                                                       | 4:02  |
| 6  | Zu extrem                    |                                   | Phat Crispy                                                    | 3:36  |
| 7  | Du wolltest mich verraten    | Capkekz                           | Prodycem                                                       | 4:31  |
| 8  | Köln Kalk Ehrenmord          |                                   | Kingsize                                                       | 4:18  |
| 9  | Still Menace                 | MC Eiht, Haftbefehl               | Serious Sam                                                    | 4:28  |
| 10 | Grembranx                    |                                   | Prodycem                                                       | 3:33  |
| 11 | Straßendeutsch / Türkenslang |                                   | Phat Crispy                                                    | 3:28  |
| 12 | German Dream                 |                                   | Prodycem                                                       | 3:36  |
| 13 | Volkspartei                  | Farid Bang, Summer Cem, Hakan Abi | Phat Crispy                                                    | 4:13  |
| 14 | Der Punisher                 |                                   | Prodycem                                                       | 3:42  |
| 15 | Deutschlands 1 (2012)        | Separate                          | Kingsize                                                       | 3:37  |
| 16 | B-Promi Status               |                                   | Serious Sam                                                    | 3:22  |
| 17 | Ich bleib mir treu           | G-Style                           | Serious Sam                                                    | 4:04  |
| 18 | Jenseits von Eden            | Nino de Angelo                    | Chris Evans-Ironside, Hans-Joachim Horn-Bernges, Kurt Gebegern | 4:02  |
| 19 | Unsere Kinder                | Julia Huber                       | Phat Crispy, T.T.Thumb                                         | 3:55  |
| 20 | Burak                        | Ado Kojo                          | Prodycem                                                       | 3:57  |

Bonussongs der iTunes-Version
| #  | Titel                         | Gastbeiträge        | Produzent | Länge |
| -- | ----------------------------- | ------------------- | --------- | ----- |
| 21 | Weil wir’s einfach satt haben | Toni der Assi, Amir |           | 4:05  |
| 22 | Willst du trotzdem ficken     |                     |           | 3:32  |

## Chartplatzierungen und Singles
Ekrem stieg am 16. September 2011 auf Platz 5 in die deutschen Albumcharts ein und belegte in der folgenden Woche Rang 47, bevor es die Top 100 verließ. In Österreich erreichte das Album Position 33 und in der Schweiz Platz 15.
Als erste Single wurde zeitgleich mit dem Album der Song Jenseits von Eden, eine Coverversion des gleichnamigen Stücks von Nino de Angelo, veröffentlicht. Die Auskopplung erreichte Platz 64 in den deutschen Charts. Die zweite Single Unsere Kinder erschien am 18. November 2011. Außerdem wurden Musikvideos zu den Liedern Still Menace, Köln Kalk Ehrenmord, Straßendeutsch / Türkenslang und Grembranx gedreht.

## Rezeption
| Professionelle Bewertungen | Professionelle Bewertungen |
| -------------------------- | -------------------------- |
| Kritiken                   |                            |
| Quelle                     | Bewertung                  |
| laut.de                    | [ 4 ]                      |

Dani Fromm von laut.de bewertete das Album mit zwei von möglichen fünf Punkten. Sie bescheinigt dem Rapper großes Talent, das er aber „über weite Strecken an uninteressante Representer, Dicke-Hose-Beteuerungen oder die alt- weil allzu lange vertrauten Weinerlichkeiten“ verschwende. Nur die Lieder Köln Kalk Ehrenmord und Straßendeutsch / Türkenslang würden komplett überzeugen, während sich Eko Fresh ansonsten zwischen „Jammerlappentum und überzeichneter Selbstdarstellung“ bewege.